# Rosenstjärt
Rosenstjärt (Urocynchramus pylzowi) är en säregen tätting endemisk för Kina som numera placeras i en egen familj, rosenstjärtar (Urocynchramidae).

## Utseende och läte
Rosenstjärten påminner utseendemässigt om långstjärtad rosenfink, men näbben är tunnare än hos någon av rosenfinkarna. Den har lång stjärt och uppvisar könsdimorfism, där hanarna är ljust rosa på strupe, bröst och buk. Båda könen är brunstreckade på ovansidan. Det morfologiska kännetecken som främst skiljer dem ifrån rosenfinkarna är den yttersta tionde handpennan. Hos alla finkar och fältsparvar är denna fjäder bara rudimentär men hos rosenstjärten är den väl utvecklad och mäter två-tredjedelar av längden på följande vingpenna. Przjevalskij beskrev dess sång som fältsparvslikt.

## Utbredning och systematik
Fågeln förekommer i bergsområden på höjder mellan 3050 och 5000 meter, i östra Gansu, östra Qinghai och söderut till centrala delarna av Sichuan i västra Kina, samt i Chamdoregionen i östra Tibet. Den behandlas som monotypisk, det vill säga att den inte delas in i några underarter.

### Släktskap
Arten beskrevs taxonomiskt första gången 1876 av Nikolaj Przjevalskij. Dess taxonomiska tillhörighet har länge varit oklar och den har placerats tillsammans med fältsparvarna och rosenfinkarna i familjen finkar men genetiska studier visar att den varken är en fink eller en fältsparv utan bäst beskrivs som den egna familjen Urocynchramidae, vilket föreslagits så tidigt som 1918 av den tyske ornitologen Domaniewski, och även av Wolters 1979. De molekylära studierna av arten indikerar att den förmodligen utgör en relikt av någon av de tidigaste finkfamiljerna. 

## Ekologi
Rosenstjärt lever i bergsområden på 3050-5000 meters höjd, ofta i par under häckningssäsongen, och i mindre flockar under vintern. Det finns inte många studier av arten i det vilda och lite är känt om dess ekologi. 

## Status och hot
Rosenstjärt bedöms inte vara hotad av mänsklig aktivitet och kategoriseras som livskraftig (LC) av IUCN. Beståndets utveckling tros vara stabil. Dock beskrivs arten som ovanlig eller sällsynt, och alltigenom dåligt känd.

## Namn
Fågelns vetenskapliga artnamn pylzowi hedrar en rysk upptäcktsresande i Centralasien, Michail Aleksandrovitj Pylzov. På svenska hade den tidigare namnet Przjevalskis rosenstjärt, men justerades 2022 till ett enklare namn av BirdLife Sveriges taxonomikommitté. Den har även kallats rödstjärtad rosenfink